# Riccardo Ajmone Marsan
Riccardo Ajmone Marsan (Torino, 4 marzo 1889 – Torino, 15 novembre 1958) è stato un calciatore e imprenditore italiano di ruolo portiere, difensore o attaccante.

## Biografia
Riccardo Ajmone Marsan fu introdotto nella società bianconera, insieme ai fratelli Alessandro (1884) e Annibale (1888), da Umberto Malvano, uno dei fondatori della Juventus. Insieme ai fratelli, indusse il padre a versare il denaro per l'affitto del Velodromo Umberto I. Nel 1921 sposò Adelina Lavini (1901-1990), dalla quale ebbe Maria (1922-1922), Giuliana (1923-2017) e Giorgio (1926-2008).
Era noto come Ajmone III, per distinguerlo dai due fratelli, compagni di squadra.

## Carriera
Impiegato con la seconda squadra della compagine torinese, vinse nel 1905 la Seconda Categoria, superando nel girone finale nazionale le riserve del Milan e del Genoa.
Fece il suo esordio in prima squadra contro l'Andrea Doria il 10 aprile 1910 in una vittoria per 1-0, grazie ad una sua rete; la sua ultima partita fu contro l'Inter l'11 febbraio 1912, in una sconfitta per 4-0. In maglia bianconera giocò in totale 9 partite e segnò 2 reti, l'ultima realizzata contro l'US Milanese, il 24 aprile 1910, in una sconfitta per 2-1.

## Statistiche

### Presenze e reti nei club
| Stagione  | Club     | Campionato | Campionato | Campionato | Campionato |
| Stagione  | Club     | Comp       | Pres       | Reti       |            |
| --------- | -------- | ---------- | ---------- | ---------- | ---------- |
| 1909-1910 | Juventus | PC         | 2          | 2          |            |
| 1910-1911 | Juventus | PC         | 5          | 0          |            |
| 1911-1912 | Juventus | PC         | 2          | 0          |            |
| Totale    | Totale   | Totale     | 9          | 2          |            |

## Palmarès

### Calciatore

#### Club

##### Competizioni nazionali
- Seconda Categoria: 1

Juventus II: 1905